# Erwartung-mal-Wert-Modell
Erwartung-mal-Wert-Modelle sind psychologische Erklärungsmodelle der Bildung von Handlungsabsicht. Sie leiten die Motivation zu einem bestimmten Verhalten aus zwei Einschätzungen ab: 
1. der subjektiven Erwartung (Wahrscheinlichkeitskalkulation) der Verhaltensfolgen
2. dem subjektiven Wert der Verhaltensfolgen.

Diese Kalkulationen und Bewertungen finden in der Regel schnell und unbewusst statt.
Erwartung-mal-Wert-Modelle haben große Bedeutung in der Verhaltensökonomik und beruhen auf dem mathematischen Konstrukt Erwartungswert.
Die Motivation, ein bestimmtes Verhalten zu zeigen, ergibt sich aus dem Produkt vom Wert der Verhaltenskonsequenz (emotional oder rational) und der subjektiven Erwartung, mit dem Verhalten die erwünschte Konsequenz zu erzielen; formal: M = W × E. Motivational betrachtet kann somit ein hoher Wert geringe Erfolgsaussichten kompensieren, oder ein geringer Wert wird durch hohe Erfolgsaussichten kompensiert. 
John William Atkinsons (1964) Risiko-Wahl-Modell ist ein Beispiel für ein E x W-Modell im Leistungsbereich.

## Anwendung in der pädagogischen Psychologie
Beginnend in den 1980er Jahren haben die US-amerikanischen Forscher Jacquelynne Eccles und Allan Wigfield diesen Ansatz in den pädagogischen Bereich übertragen und modifiziert. In ihrer Expectancy-Value-Theorie postulieren sie, dass die Leistungsmotivation von Schülern, ihr Durchhaltevermögen und die Wahl, welche Aufgaben sie angehen, direkt mit ihren Erfolgserwartungen („Erwartungskomponente“, expectation of success) und dem subjektiven Wert verbunden sind, den sie der Aufgabe zumessen. Auf diese Komponenten gibt es verschiedene Einflüsse, zum Beispiel das kulturelle Milieu. 
Der Wertebegriff („Wertkomponente“, subjective task value) gliedert sich in die folgenden Komponenten: 
- Attainment value (Wichtigkeit, Identifikation mit dem Fach und der Schule allgemein),
- Intrinsic value (Interesse, Spaß an der Aufgabe),
- Utility value (Nutzen für kurz- und langfristige Ziele) und
- Cost (z. B. Anstrengung, Opportunitätskosten).

Nach empirischen Befunden hat dieser Aufgabenwert den stärksten direkten Einfluss auf die Wahl von Kursen, während die Erfolgserwartungen direkt die Leistung beeinflussen.